# Greenwood (Missisipi)
Greenwood – miasto w Stanach Zjednoczonych, w stanie Missisipi, w hrabstwie Leflore. Znajduje się w miejscu, gdzie rzeka Tallahatchie łączy się z Yalobushą, tworząc Yazoo. Według spisu w 2020 roku liczy 14,5 tys. mieszkańców. 

## Transport
W Greenwood znajduje się stacja kolejowa, obsługiwana przez Amtrak. Zatrzymuje się na niej pociąg City of New Orleans z Chicago przez Memphis do Nowego Orleanu. Ceglany budynek stacji pochodzi z 1917 roku.
Lotniczo Greenwood jest obsługiwany przez port lotniczy Greenwood-Leflore, który znajduje się w hrabstwie Carroll.
Przez miasto przebiegają drogi U.S. Route 82, U.S. Route 49 oraz Mississippi Highway 7.